# Бурли (Ајдахо)
Бурли (енгл. Burley) град је у америчкој савезној држави Ајдахо.

## Демографија
По попису из 2010. године број становника је 10.345, што је 1.029 (11,0%) становника више него 2000. године.
| Група             | 2000.         | 2010.         |
| Белци             | 6.589 (70,7%) | 6.591 (63,7%) |
| Афроамериканци    | 20 (0,2%)     | 45 (0,4%)     |
| Азијати           | 43 (0,5%)     | 74 (0,7%)     |
| Хиспаноамериканци | 2.488 (26,7%) | 3.460 (33,4%) |
| Укупно            | 9.316         | 10.345        |